# Benalúa
Benalúa là một đô thị trong tỉnh Granada, Tây Ban Nha. Theo điều tra dân số 2006 (INE), đô thị này có dân số là 3311 người.
37°21′B 03°10′T / 37,35°B 3,167°T